# (7054) Brehm
(7054) Brehm ist ein Asteroid des inneren Hauptgürtels, der am 6. April 1989 vom deutschen Astronomen Freimut Börngen an der Thüringer Landessternwarte Tautenburg (IAU-Code 033) im Tautenburger Wald in Thüringen entdeckt wurde.
Der Asteroid wurde am 28. August 1996 nach dem evangelischen Pfarrer und  Ornithologen Christian Ludwig Brehm (1787–1864) und seinem Sohn Alfred Brehm (1829–1864) der durch den Buchtitel Brehms Tierleben zu einem Synonym für populärwissenschaftliche zoologische Literatur wurde, benannt.